# فرودگاه تولمچوا
فرودگاه تولمچوا (به انگلیسی: Tolmachevo Airport) (به زبان بومی: Аэропорт Толмачёво) یک فرودگاه همگانی با کد یاتا OVB است که یک باند فرود آسفالت دارد و طول باند آن ۳۶۰۰ متر است. این فرودگاه در شهر نووسیبیرسک کشور روسیه قرار دارد و در ارتفاع ۱۱۱ متری از سطح دریا واقع شده‌است.
این فرودگاه دارای ۲ باند پرواز به طول ۳۶۰۰ متر و ۳۶۰۵ متر می‌باشد و دارای دو ترمینال مسافربری برای پروازهای داخلی که ترمینال A به مساحت ۲۵۰۰۰ متر مربع دارای ۱۸ کانتر برای تحویل بار و دادن کارت پرواز به مسافران بود و ترمینال B به مساحت ۱۱۰۰۰ متر مربع دارای ۶ کانتر بوده.
ترمینال باری این فرودگاه با ظرفیت توقف ۶۱ هواپیما مشغول بکار می‌باشد. این فرودگاه در سال ۲۰۱۲ میلادی به ۳۲۶۶۷۴۵ مسافر خدمات فرودگاهی ارائه داشته‌است.